# Memorie della Pontificia Accademia Romana dei Nuovi Lincei
Memorie della Pontificia Accademia Romana dei Nuovi Lincei (abreviado Mem. Pontif. Accad. Romana Nuovi Lincei) es una revista con ilustraciones y descripciones botánicas que es editada en Roma en la Ciudad del Vaticano desde 1905. El número 24 llevaba por título Liliacées, Amaryllidacées, Iridacées et Hémodoracées de China.